# Phacomorphus intermedius
Phacomorphus intermedius es una especie de escarabajo del género Phacomorphus, familia Leiodidae. Fue descrita por Henri Coiffait en 1947.

## Distribución
Se encuentra en Francia.